# Sami Güçlü

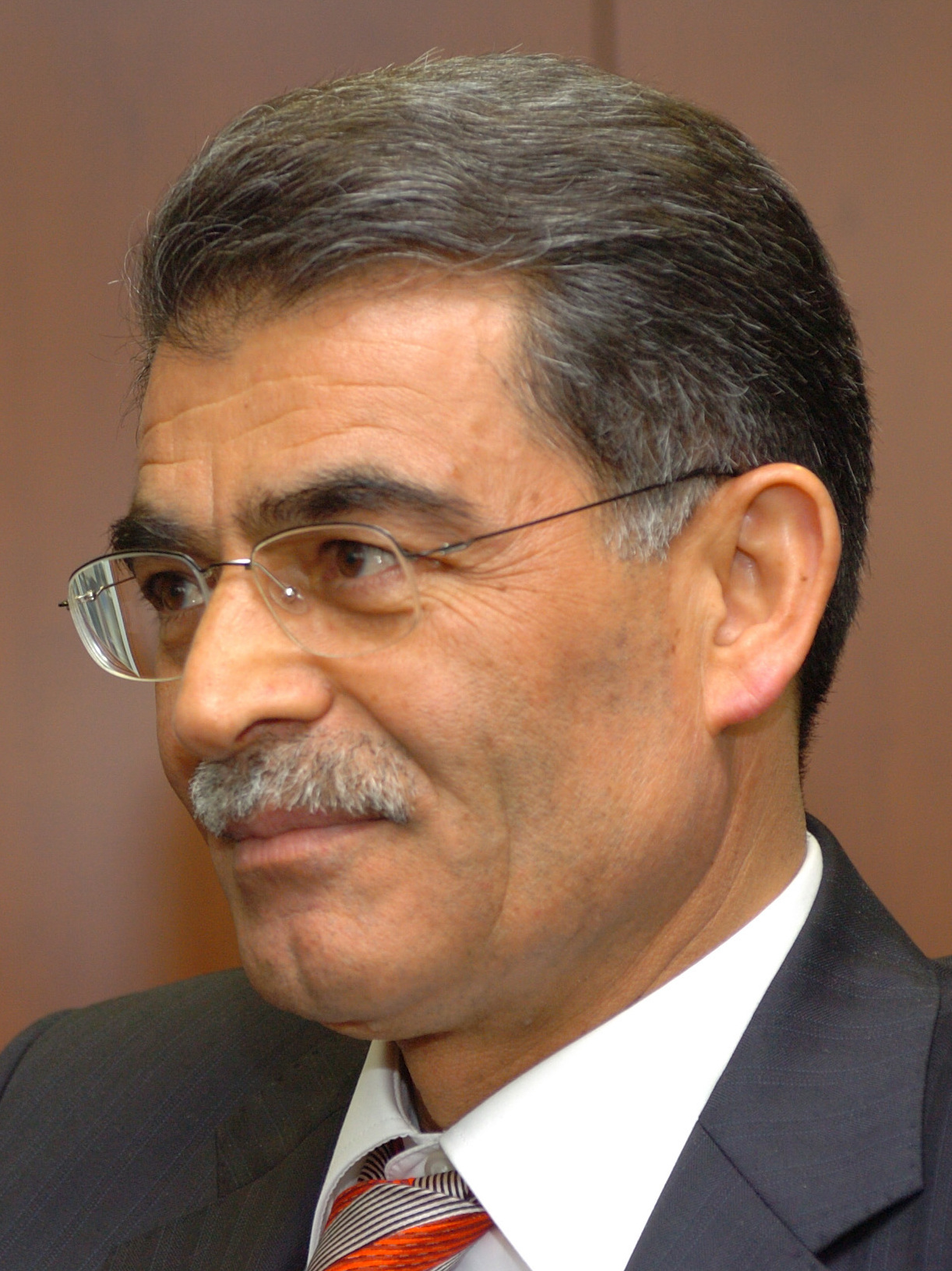
Sami Güçlü, 2005

Sami Güçlü (* 6. September 1950 im Landkreis Kuyulusebil, Provinz Konya) ist ein türkischer Ökonom, Hochschulprofessor, Politiker und ehemaliger Minister für Landwirtschaft und Dorfangelegenheiten.

## Leben
Er absolvierte die Fakultät für Ökonomie an der Universität İstanbul, wo Güçlü auch seine Doktorarbeit schrieb. Seine akademische Karriere begann Sami Güçlü an der staatlichen Akademie für Ingenieurwesen und Architektur in Sakarya. 1989 wurde er Dozent und 1995 Professor für ökonomische Politik. Güçlü unterrichtete als Gastprofessor an der University of Leicester in England. Danach arbeitete er als Staatssekretär im Ministerpräsidialamt. Güçlü war an der Fakultät für Ingenieurwesen der Technischen Universität Istanbul in Sakarya sowie an der Fakultät für Ökonomie der Sakarya-Universität Professor, stellvertretender Dekan, Senatsmitglied sowie Hauptfachgebietspräsident.
Sami Güçlü ist Gründungsmitglied der Adalet ve Kalkınma Partisi (AKP). Güçlü war Abgeordneter für die Provinz Konya in der 22. Legislaturperiode der Großen Nationalversammlung der Türkei. In der 58. Regierung (Kabinett Gül) war er Minister für Landwirtschaft und Dorfangelegenheiten.
Güçlü ist verheiratet und Vater von vier Kindern.